# Ixora macrantha
Ixora macrantha là một loài thực vật có hoa trong họ Thiến thảo. Loài này được (Steud.) Bremek. mô tả khoa học đầu tiên năm 1934.